# Норт-Маниту
Норт-Маниту или Норт-Менитоу (англ. North Manitou Island) — остров на озере Мичиган. В административном отношении относится к округу Лилано, штат Мичиган, США.
Норт-Маниту составляет примерно 12 км в длину и 6 км в ширину. Расположен примерно в 19 км к северо-западу от деревни Леланд, которая находится на материке. Площадь острова — 57,88 км². Постоянного населения нет. На севере центральной части острова имеется крупное озеро Маниту. Северо-западное и юго-западное побережья окаймлены дюнами. Меньший по площади остров Саут-Маниту расположен к юго-западу.
Норт-Маниту является частью национального озёрного побережья Слипинг-Бер-Дьюнс. Связан с Леландом паромной переправой. На острове запрещены любые колёсные транспортные средства, кроме тех, которые используются Службой национальных парков США. Разбивка лагеря разрешена по всей территории острова, кроме того, есть несколько специальных оборудованных мест для кемпинга.